# 太原安氏
太原安氏（テウォナンし、朝鮮語: 태원안씨）は、朝鮮の氏族の一つ。本貫は中華人民共和国山西省である。2015年の調査では、1,637人である。
始祖は、中国・元で判書を務めていた太原出身の安万世である。恭愍王に降嫁した魯国公主の師父として高麗に入国し、礼部尚書を務め、故郷である太原を本貫として太原安氏を創始した。